# Колпаки (Киров)
 Колпаки — деревня в Кировской области. Входит в состав муниципального образования «Город Киров»

## География
Расположена на расстоянии примерно 9 км по прямой на северо-запад от железнодорожного вокзала Киров-Котласский.

## История
Известна с 1671 года как деревня Другая Водиловская над Спенцынским озером с 1 двором, в 1764 году (Бодиловская) 40 жителей,  в 1802 году (Бодиловская в 3-м селении)  с 2 дворами. В 1873 году здесь (Бодиловская 3-я  или Верещагины) дворов 4 и жителей 27, в 1905 (Бодиловская 3-я  или Колпаки) 7 и 36, в 1926 (Колпаки или 3-й Бодиловский) 8 и 44, в 1950 (Колпаки) 9 и 26, в 1989 7 жителей. Административно подчиняется Октябрьскому району города Киров.

## Население
Постоянное население составляло 5 человек (русские 100%) в 2002 году, 2 в 2010.